# Куриловка (Мордовия)
Куриловка — упразднённая деревня в Атюрьевском районе Мордовии. Входила в состав Новочадовского сельского поселения. Упразднена в 2007 году.

## География
Располагалась на правом берегу реки Явас, в 2 км к юго-востоку от села Новочадово.

## История
В «Списке населённых мест Тамбовской губернии за 1866» Куриловка (Перевесейский Выселок) владельческое сельцо из 24 дворов входящая в состав Темниковского уезда.

## Население
По данным переписи 2002 года в деревне отсутствовало постоянное население.